# Hans Riesel
Hans Ivar Riesel (Stockholm, 28 mei 1929  – 21 december 2014) was een Zweedse wiskundige die in 1957 het 18e Mersennepriemgetal ontdekte met behulp van de computer BESK: dit priemgetal is {\displaystyle 2^{3217}-1} en bestaat uit 969 cijfers. Hij vestigde daarmee het record voor het tot dan toe grootste bekende priemgetal, tot Alexander Hurwitz in 1961 een groter ontdekte. Riesel ontdekte ook de Riesel-getallen en ontwikkelde de Lucas-Lehmer-Rieseltest. Na te hebben gewerkt bij het Zweedse instituut voor Rekenmachines (Matematikmaskinnämnden), promoveerde hij aan de Universiteit van Stockholm in 1969 op het proefschrift Bijdragen aan numerieke getaltheorie  en werd in hetzelfde jaar lid van de Kungliga Tekniska högskolan als senior docent en universitair hoofddocent.

## Publicatie
Riesel, Hans (1994), Prime numbers and computer methods for factorization, Progress in Mathematics 126 (2nd ed.). Boston, MA: Birkhauser. ISBN 0-8176-3743-5. Zbl 0821.11001.